# ボブキャッツ (お笑い)
ボブキャッツは、かつて吉本興業に所属していたお笑いコンビ。

## メンバー
ヒロ（本名：吉田弘典 1967年8月4日 - ）
- ツッコミ担当
- 兵庫県神戸市出身。

雄大（本名：岩瀬雄大 1967年8月24日 - ）
- ボケ担当
- 大阪府大阪市出身。

## 略歴
1986年5月1日に結成し、心斎橋筋2丁目劇場を中心に活躍していた。当時の芸風は型破りなネタ等が多かったため、他の2丁目芸人とは一線を画し、人気を集めていたが、雄大がある日階段から転倒し大けがに遭い、それが理由でコンビは1991年解散した。その後雄大は落語家を目指していたが挫折し、吉本興業との契約解消に伴い芸能界を引退。ヒロは解散直後に吉本新喜劇に入団し、現在も活動を続けている。

## 解散の経緯
当時コンビ仲が悪く、その解散する時立ち会ったのが高須光聖だった。TBSのバラエティ番組『ビレッジ吉本』の収録際、ホテルにコンビで滞在しているとヒロが高須を電話で呼び出し行くと雄大が号泣しており、ヒロが「もう終わりですわ…」と嘆いていた。元々、ヒロはコンビを解散したがっていたと周囲の芸人達に漏らしていたというが、一方雄大はコンビを続けたく「これでもアカンか?」と言い自分が吸っていたタバコを手に押しつけそれを見たヒロが怒鳴りつけ、その時高須は唖然としており、この件があり解散したという。

## テレビ
- 4時ですよーだ（1987年 - 1989年、毎日放送）
- ダウンタウンのゆーたもん勝ち（1988年、毎日放送）- 雄大のみ出演。
- 関西テレビ放送開局30周年記念特別番組 MAGMA30「オール吉本紅白対抗トンでも近代五種」（1988年4月16日、関西テレビ）
- サヨナラ!うめだ花月〜またあう日まで（1990年3月31日、毎日放送/関西ローカル）
- ビレッジ吉本（1990年、TBSテレビ）
- オールザッツ漫才（1990年、毎日放送）

## 受賞歴
- 1987年 第8回今宮子供えびすマンザイ新人コンクール 福笑い大賞